# Brycon coquenani
Brycon coquenani är en fiskart som beskrevs av Steindachner, 1915. Brycon coquenani ingår i släktet Brycon och familjen Characidae. Inga underarter finns listade.